# Metron (krój pisma)

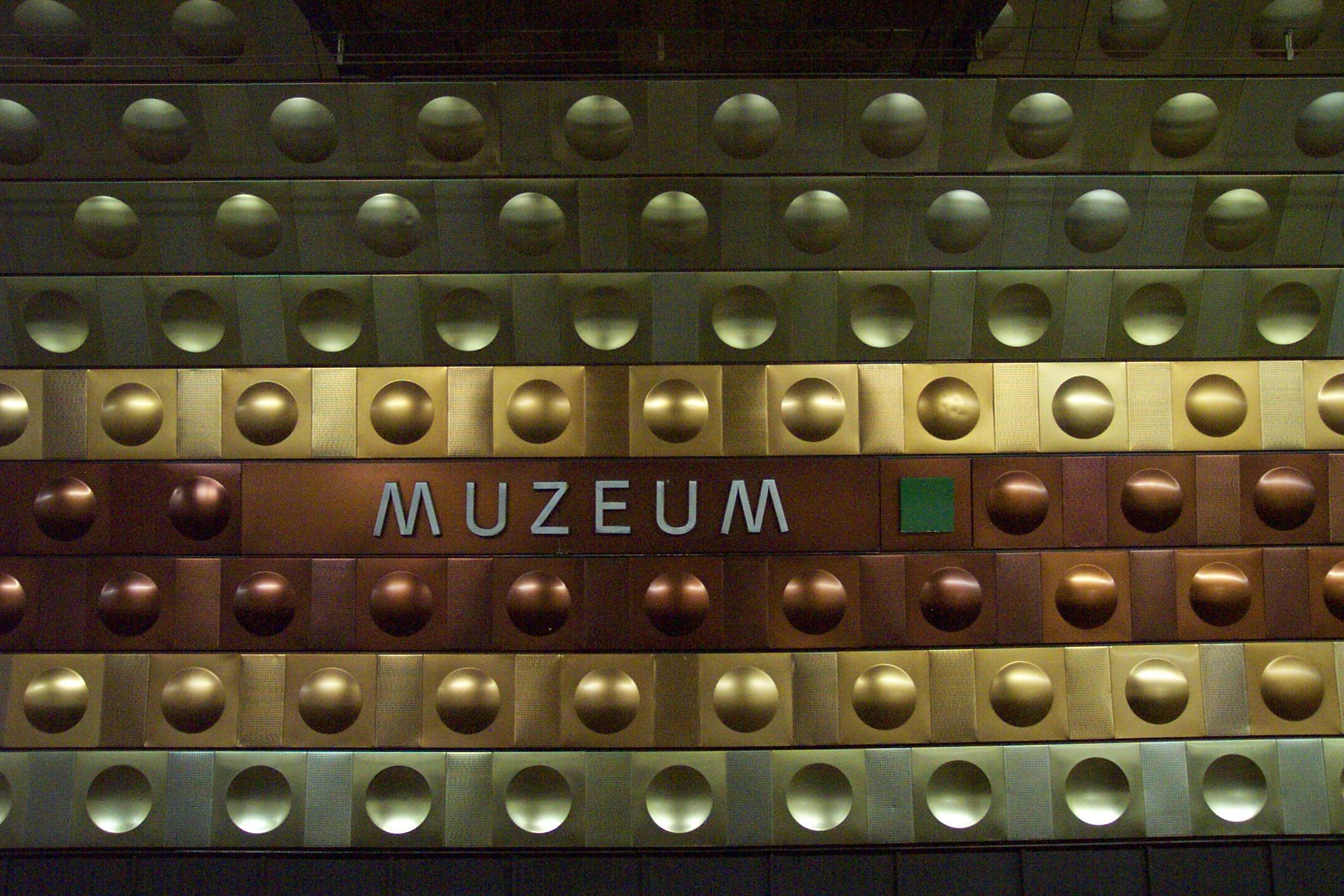
Nazwa stacji metra praskiego Muzeum w kroju Metron

Metron – krój pisma zaprojektowany przez czeskiego grafika Jiříego Rathouskiego jako część systemu orientacyjnego metra praskiego, przedstawionego w 1973 roku.
Prace nad projektem kroju prowadzone były w latach 1971-1972 na zamówienie DP Praha (przewoźnik komunikacji miejskiej w Pradze) z 1970 roku dla systemu orientacyjnego budowanego wówczas pierwszego odcinka metra praskiego. W kolei podziemnej używany był w latach 1974–1985, po czym zastąpiony został przez kolejny system orientacyjny autorstwa Rostislava Vańka, oparty na zmodyfikowanym kroju Helvetica.
Dziś pozostałościami po latach świetności kroju Metron są m.in. napisy z nazwami stacji metra utworzone przed wycofaniem go z użycia, ponadto u wejścia do stacji Hlavní nádraží znajdują się jeszcze panele informacyjne projektu Rathouskiego. Poza metrem praskim krój używany był na niektórych stacjach czeskich kolei.
Obecnie jest brana pod uwagę możliwość powrotu Metronu do miejsca swego przeznaczenia – praskiego metra. W latach 2003-2004 trwały prace nad nową wersją kroju, wprowadzającą niewielkie zmiany do dawnego projektu. Przed ich ukończeniem zmarł jednak jego główny twórca – Rathouský (wrzesień 2003), a propozycje unowocześnienia Metronu przedstawili jego współpracownicy – František Štorm i Marek Pistora.
Cechą charakterystyczną dawnej wersji Metronu był m.in. brak zakrzywienia występujących w czeskim alfabecie „daszków” (znaków diakrytycznych umieszczanych nad niektórych literami, np. ř) czy specyficzny sposób łączenia poszczególnych części liter.

## Kontrowersje wokół autorstwa kroju
Choć jako twórca Metronu powszechnie znany jest Jiří Rathouský, możliwe jest, że projekt kroju jest plagiatem szkiców Petra Tučnego, przeznaczonych dla przyszłego systemu informacyjnego komunikacji miejskiej w Pradze. Tučný przedstawił je w 2006 roku. Ze względu na śmierć Rathouskiego nie jest jednak możliwe poznanie jego wersji powstania Metronu.